# Cross Timbers

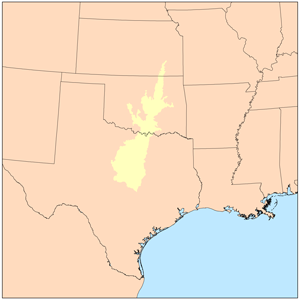
Localisation des Cross Timbers selon la définition de l'EPA

Les Cross Timbers sont une région du Sud des États-Unis qui s'étire du sud-est du Kansas au centre du Texas en passant par l'Oklahoma. Sa végétation est composée de prairie, de savane et de forêts,. Elle constitue une zone de transition entre les forêts de l'Est des États-Unis et les Grandes Plaines,, et marque la limite occidentale de nombreuses espèces de mammifères et d'insectes.
La région ne compte pas d'agglomérations importantes, même si elle comprend la moitié ouest de l'aire urbaine de Dallas-Fort Worth, les banlieues de Tulsa et le nord-est de l'agglomération d'Oklahoma City. Les principales autoroutes sont l'I-35 et I-35W qui traversent la région du nord au sud, ainsi que l'I-40 d'orientation est-ouest.